# Edessa florida
Edessa florida är en insektsart som beskrevs av Barber 1935. Edessa florida ingår i släktet Edessa och familjen bärfisar. Inga underarter finns listade i Catalogue of Life.